# Benedikta Ebbesdotter
Benedikta Ebbesdotter Hvide eller Benedicta, även kallad Bengta, född någon gång mellan 1165 och 1170 i Knardrup på norra Själland, död 1199 eller 1200, var Sveriges drottning från 1196 till sin död, då hon omkring 1185 gifte sig med Sverker den yngre, som blev Sveriges kung 1196.
Hon var dotter till Ebbe Sunesson Hvide.
Benedikta är främst känd genom en geneologi över Hvideätten, troligen upptecknad på 1300-talet men bevarad i en avskrift från 1524 den så kallade Tabula sorana, som sattes på väggen av Sorø kloster. Här har troligen Arild Huitfeldt hämtat uppgifterna, då de förekommer i hans arbete om Absaloms och Esbern Snares släkt från 1589. Via Huitfeldt har uppgifterna spridits till Johannes Messenius, han är den förste svenske historiker som dokumenterat hennes existens.
1195 kom hennes farbror, prästen Andreas Sunesson, tillbaka till Sverige från en resa till Frankrike och blev det svenska ärkestiftets ledande prelat under Absalon, som också han var Benediktas släkting; drottningen beskrivs som religiös och stödde kyrkans maktanspråk och ärkebiskop Olof Lambatunga i Gamla Uppsala.
Drottning Benedikta avled antingen år 1199 eller 1200; en av dödsorsakerna som föreslagits är död i barnsäng.

## Barn
Med Sverker den yngre, som hon anses ha gift sig med omkring år 1185:
1. Helena, gift med jarl Sune Folkesson (Bjälboätten) lagman i Västergötland; från dem härstammade Gustav Vasa.
2. Karl (död 1198).
3. Kristina (död 1252), gifte med Henrik Borwin II av Mecklenburg (har även ansetts vara dotter till kung Karl I).
4. Margareta (född 1192), gift med Wizlaw I av Rügen.

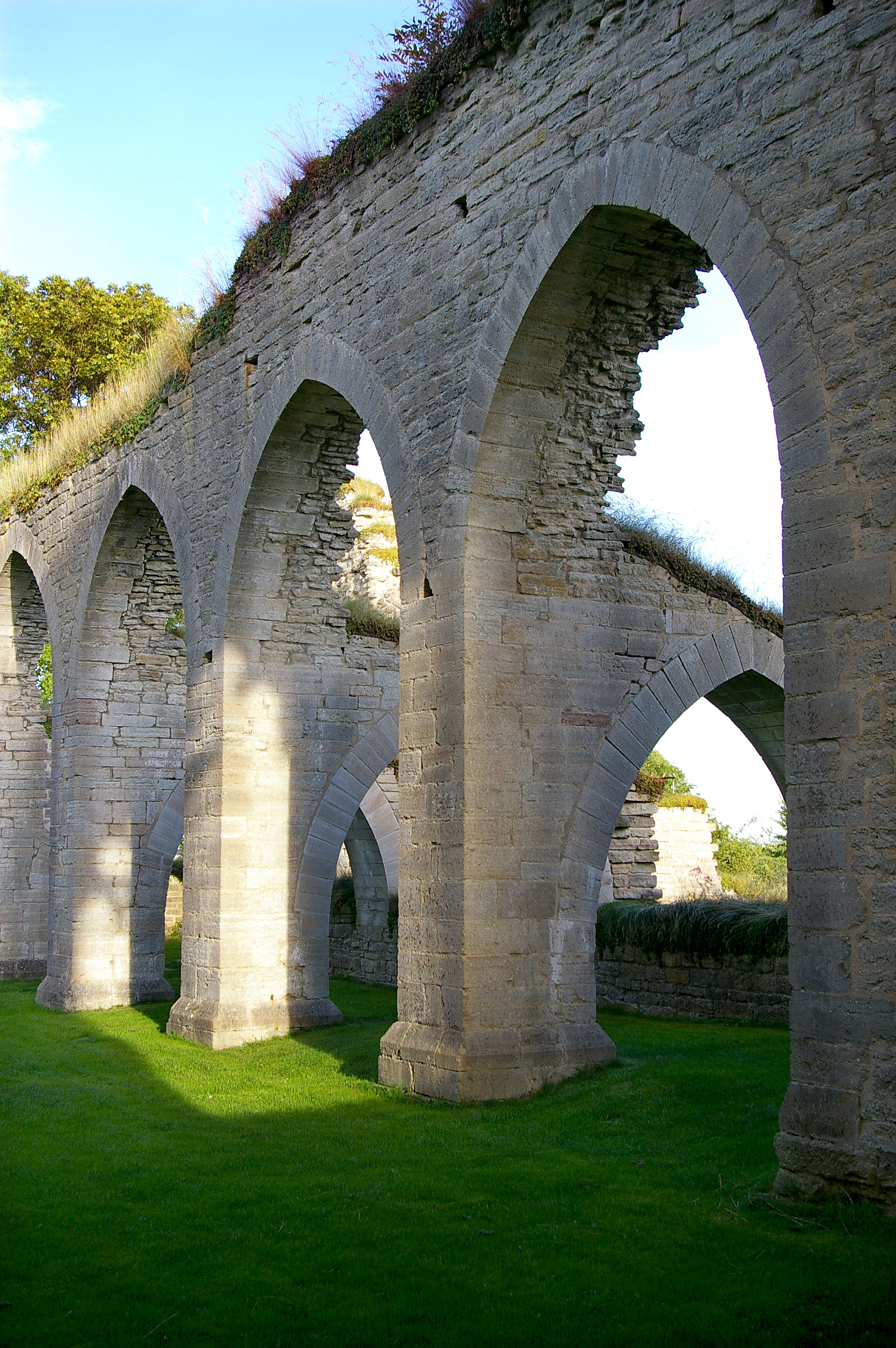
I Alvastra kloster fick drottning Bengta av Sverige sin grav.